# Liste der Vizegouverneure von New Brunswick
Diese Liste führt die Vizegouverneure (engl. lieutenant-governor) der kanadischen Provinz New Brunswick seit dem Beitritt zur Kanadischen Konföderation im Jahr 1867 auf. Ebenfalls enthalten sind die Gouverneure der Kolonie New Brunswick vor 1867. Der Vizegouverneur vertritt den kanadischen Monarchen auf Provinzebene.

## Gouverneure von New Brunswick
| Vizegouverneur                              | Amtszeit                              |
| ------------------------------------------- | ------------------------------------- |
| Thomas Carleton                             | 20. Mai 1786 – 2. Februar 1817        |
| George Stracey Smyth                        | 1. Juli 1817 – 27. März 1823          |
| Howard Douglas                              | 28. August 1824 – 8. September 1831   |
| Archibald Campbell                          | 9. September 1831 – 1. Mai 1837       |
| John Harvey                                 | 1. Mai 1837 – 26. April 1841          |
| William Colebrooke                          | 27. April 1841 – 11. April 1848       |
| Edmund Walker Head                          | 11. April 1848 – 28. September 1854   |
| John Manners-Sutton, 3. Viscount Canterbury | 7. Oktober 1854 – 26. Oktober 1861    |
| Arthur Hamilton-Gordon, 1. Baron Stanmore   | 26. Oktober 1861 – 30. September 1866 |

## Vizegouverneure von New Brunswick
| Vizegouverneur             | Amtszeit                               |
| -------------------------- | -------------------------------------- |
| Charles Hastings Doyle     | 1. Juli 1867 – 18. Oktober 1867        |
| Francis Pym Harding        | 18. Oktober 1867 – 22. Juli 1868       |
| Lemuel Allan Wilmot        | 23. Juli 1868 – 15. November 1873      |
| Samuel Leonard Tilley      | 15. November 1873 – 11. Juli 1878      |
| Edward Barron Chandler     | 16. Juli 1878 – 6. Februar 1880        |
| Robert Duncan Wilmot       | 11. Februar 1880 – 11. November 1885   |
| Samuel Leonard Tilley      | 11. November 1885 – 21. September 1893 |
| John Boyd                  | 21. September 1893 – 4. Dezember 1893  |
| John James Fraser          | 20. Dezember 1893 – 24. November 1896  |
| Abner Reid McClelan        | 9. Dezember 1896 – 21. Januar 1902     |
| Jabez Bunting Snowball     | 28. Januar 1902 – 24. Februar 1907     |
| Lemuel John Tweedie        | 5. März 1907 – 6. März 1912            |
| Josiah Wood                | 6. März 1912 – 29. Juni 1917           |
| Gilbert Ganong             | 29. Juni 1917 – 31. Oktober 1917       |
| William Pugsley            | 6. November 1917 – 28. Februar 1923    |
| William Frederick Todd     | 28. Februar 1923 – 28. Dezember 1928   |
| Hugh Havelock McLean       | 28. Dezember 1928 – 31. Januar 1935    |
| Murray MacLaren            | 8. Februar 1935 – 5. März 1940         |
| George William Clarke      | 5. März 1940 – 1. November 1945        |
| David Laurence MacLaren    | 1. November 1945 – 22. Mai 1958        |
| Joseph Leonard O’Brien     | 5. Juni 1958 – 9. Juni 1965            |
| John Babbitt McNair        | 9. Juni 1965 – 31. Januar 1968         |
| Wallace Samuel Bird        | 1. Februar 1968 – 2. Oktober 1971      |
| Hédard Robichaud           | 8. Oktober 1971 – 12. November 1981    |
| George Stanley             | 23. Dezember 1981 – 14. August 1987    |
| Gilbert Finn               | 20. August 1987 – 21. Juni 1994        |
| Margaret McCain            | 21. Juni 1994 – 18. April 1997         |
| Marilyn Trenholme Counsell | 18. April 1997 – 26. August 2003       |
| Herménégilde Chiasson      | 26. August 2003 – 30. September 2009   |
| Graydon Nicholas           | 30. September 2009 – 23. Oktober 2014  |
| Jocelyne Roy-Vienneau      | 23. Oktober 2014 – 2. August 2019      |
| Brenda Murphy              | 8. September 2019 – amtierend          |